# Ivan Kramar
Ivan Kramar (Maljine, 26. travnja 1967. – Duboka Ljuta pokraj Plata, 6. listopada 2022.) bio je hrvatski katolički svećenik iz reda franjevaca i pjesnik.

## Životopis
Rođen je 26. travnja 1967. godine u Maljinama, od oca Pere i majke Mande rođ. Rajić. Osnovnu školu je pohađao u rodnom mjestu i u Gučoj Gori, a nakon toga Franjevačku klasičnu gimnaziju u Visokom (1982.-1986.).
Godine 1986. ušao je u franjevački red. Prve privremene zavjete položio je 11. srpnja 1987. godine, a svečane redovničke zavjete u Sarajevu 19. listopada 1991. godine. Studije teologije završio je na Franjevačkoj teologiji u Sarajevu (1987.-1992.). Za đakona je zaređen u Sarajevu 1. prosinca 1991., a za svećenika ga je 20. srpnja 1992. zaredio Srećko Badurina u župi Podhum kod Livna.
Službovao je kao župni vikar u Tolisi (1992.-1994.) i Vitezu (1994.-1998.). Nakon toga postao je župnik u župi Brajkovići (1998.-2000.) te župi Ovčarevo (2000.-2003.). Iz Ovčareva je otišao u župu Dolac, gdje je 2003. obavljao službu župnog vikara. Do 2004. bio je pastoralni pomoćnik u Kufsteinu u Austriji. Nakon toga je dvije godine djelovao kao samostanski vikar u samostanu sv. Ante u Beogradu (2004.-2006.), a potom je otišao u Australiju, gdje je djelovao kao pastoralni pomoćnik u Hrvatskoj katoličkoj misiji u Brisbaneu (2006.-2008.).
Po povratku iz Australije vratio se ponovno u Njemačku, gdje je obnašao najprije službu pastoralnog pomoćnika u župi Palling (2008.-2009.), zatim službu dušobrižnika u župi Rosenheim (2009.-2010.), službu pastoralnog pomoćnika u župi Erdweg (2010.-2012.) te ponovno službu dušobrižnika u župi Palling (2012.-2016.). Od 2016. bio je predstojnik samostana sv. Vlaha u franjevačkom samostanu u Pridvorju, a od 2017. je bio policijski kapelan u Policijskoj upravi dubrovačko-neretvanskoj.
Osnovao je Društvo srednjobosanskih pjesnika 2000. godine, kao i pjesničku manifestaciju „Pjesnici pod platanom”, a pokrenuo je i list „Vrilo”.
Bio je član Društva hrvatskih književnika i član Upravnog odbora Južnohrvatskog ogranka DHK.

## Djela
- Kratka analiza modernog ateizma, u: Pravni vjesnik 10 (1-4), str. 139-144, 1994.[3]
- Na oltaru ljepote, Zagreb: naklada autora, 2002. ISBN 9789539652508
- Kako smo pobijedili gromove, Sarajevo: Centar za promociju kulture i znanosti, 2014.[4]
- Kameno more, Podstrana: Ogranak MH u Podstrani,, 2019.[5][6]
- Čavli zime, Pridvorje: Naklada Bošković, 2020. ISBN 978-953-263-558-4[7]
- Dom od kože, Split: Naklada Bošković, 2021. ISBN 978-953-263-615-4[7]
- Luko Paljetak & Ivan Kramar: Dvoglasje za samoću, Sarajevo: Svjetlo riječi, 2021. ISBN 978-9958-24-084-3

## Počasti
- Maslinov vijenac na 31. jezično-pjesničkoj smotri Croatia rediviva: Ča, Kaj, Što (2021.)[8]

### Časopisi
- Štambuk, Drago. 2022. In memoriam: fra Ivan Kramar. Vijenac. Matica hrvatska. Zagreb.  (747)

### Mrežna sjedišta
- Poginuo svećenik i pjesnik fra Ivo Kramar. Informativna katolička agencija. Pristupljeno 20. svibnja 2025.
- Preminuo fra Ivan Kramar. Društvo hrvatskih književnika. Pristupljeno 20. svibnja 2025.

## Vanjske
Ostali projekti
|  | Wikizvor ima izvorni tekst Autor:Ivan Kramar |